# Mégange
Mégange (deutsch Mengen) ist eine französische Gemeinde mit 140 Einwohnern (Stand 1. Januar 2022) im Département Moselle in der Region Grand Est (bis 2015 Lothringen).

## Geographie
Die Gemeinde liegt in Lothringen, etwa 22 Kilometer nordöstlich von Metz und 5½ Kilometer nordwestlich von Boulay-Moselle (Bolchen) auf einer Anhöhe. 
Zur Gemeinde gehört der Ortsteil Rurange-lès-Mégange (deutsch Rederchen, früher Rüringen).

## Geschichte
Ältere Ortsbezeichnungen sind Mekinge (1148), Meiguingen (1235), Mengen und Mehingen (1594) sowie Mingange (1697). Die Ortschaft gehörte früher zum Herzogtum Lothringen im Heiligen Römischen Reich.
Durch den Frankfurter Frieden vom 10. Mai 1871 kam das Gebiet an das deutsche Reichsland Elsaß-Lothringen, und das Dorf wurde dem Kreis Bolchen im Bezirk Lothringen zugeordnet. Die Dorfbewohner betrieben Getreide-, Wein- und Obstbau.
Nach dem Ersten Weltkrieg musste die Region aufgrund der Bestimmungen des Versailler Vertrags 1919 an Frankreich abgetreten werden. Im Zweiten Weltkrieg war die Region von der deutschen Wehrmacht besetzt, und der Ort stand bis 1944 unter deutscher Verwaltung.

### Bevölkerungsentwicklung
| Jahr      | 1968 | 1975 | 1982 | 1990 | 1999 | 2009 | 2019 |
| Einwohner | 104  | 89   | 112  | 148  | 154  | 193  | 149  |

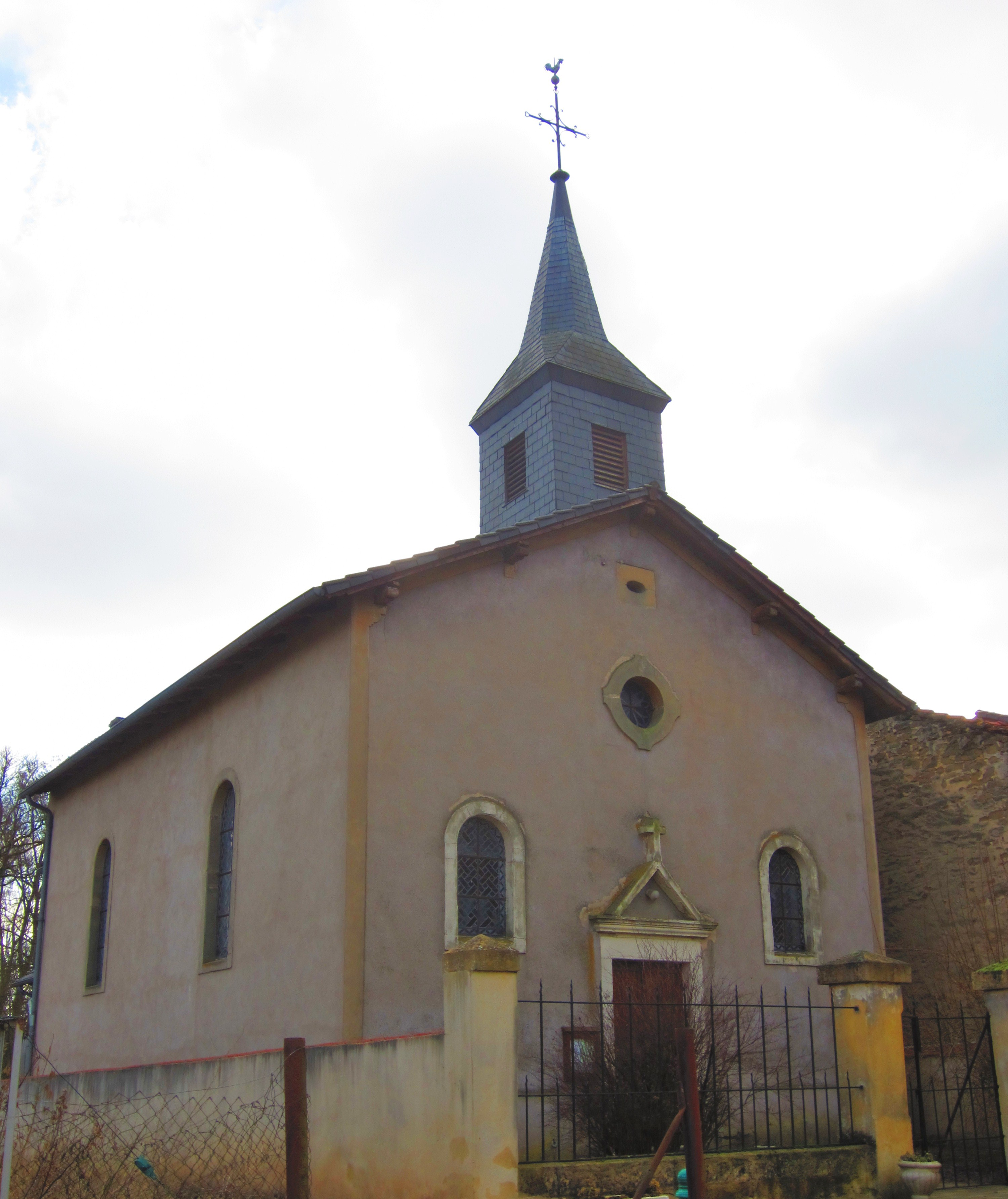
Kapelle der Heiligen Jungfrau Maria (1656)
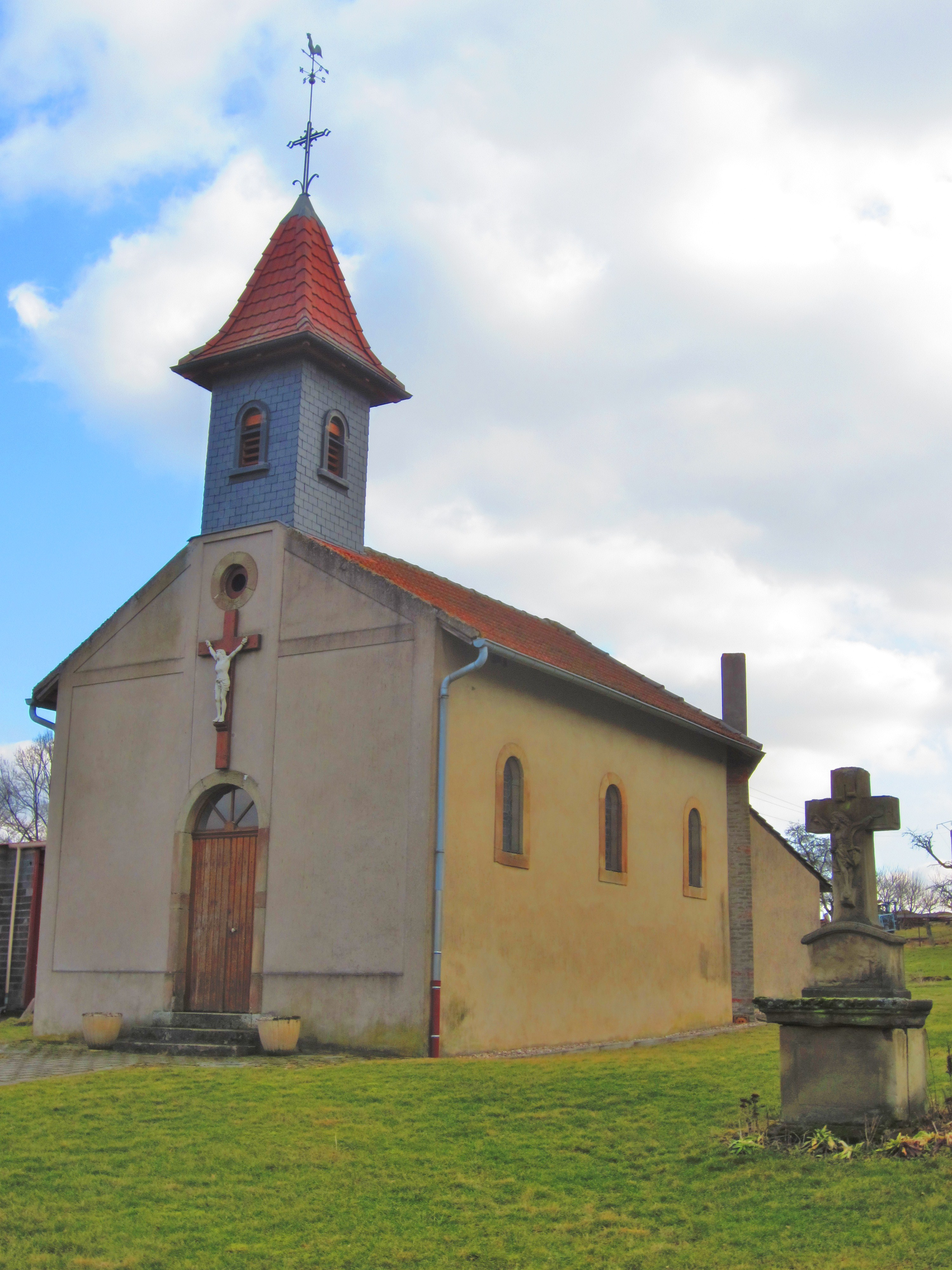
Kapelle St. Nicolas im Ortsteil Rurange